# Manohar Malgonkar
Manohar Malgonkar (12 de julho de 1913 - 14 de junho de 2010) foi um escritor indiano no idioma inglês, tanto de ficção como de não ficção.